# Municipio de Campbell (condado de Polk)
El municipio de Campbell (en inglés: Campbell Township) es un municipio ubicado en el condado de Polk en el estado estadounidense de Misuri. En el año 2010 tenía una población de 536 habitantes y una densidad poblacional de 8,8 personas por km².

## Geografía
El municipio de Campbell se encuentra ubicado en las coordenadas 37°42′28″N 93°33′42″O / 37.70778, -93.56167. Según la Oficina del Censo de los Estados Unidos, el municipio tiene una superficie total de 60.88 km², de la cual 60,67 km² corresponden a tierra firme y (0,34 %) 0,21 km² es agua.

## Demografía
Según el censo de 2010, había 536 personas residiendo en el municipio de Campbell. La densidad de población era de 8,8 hab./km². De los 536 habitantes, el municipio de Campbell estaba compuesto por el 97,39 % blancos, el 0,19 % eran afroamericanos, el 0,93 % eran amerindios, el 0,37 % eran de otras razas y el 1,12 % eran de una mezcla de razas. Del total de la población el 1,12 % eran hispanos o latinos de cualquier raza.